# 国道83号線 (アメリカ合衆国)
国道83号線（こくどう83ごうせん、英U.S. Route 83）は、アメリカ合衆国を南北に貫く国道。総延長3,034 kmで、南北に進む国道では1号線、47号線、87号線に続いて4番目に長い。83号線の北端はカナダとの国境付近にあるノースダコタ州ウエストホープで、以北はマニトバ州道83号線となる。また、南端はメキシコとの国境にあるテキサス州ブラウンズヴィルで、その以南はメキシコ連邦道180号線となる。

## ルート

### テキサス州
国道83号線の南端はテキサス州ブラウンズヴィルの南部にあり、国道77号線と重複している。ブラウンズヴィルを出発した後、しばらくは77号線と西へ向かうが、ハーリンジェンで77号線は北へ方向を変える。マッカレンからラレードまではリオグランデ川沿いに走り、その後は州間高速道路35号線と道のりが重複する。ボティネスに着くと35号線とは別れて北へ向かい、ジャンクションで州間高速道路10号線と8マイルほど重複する。その後10号線はキンブル郡空港へ進む。